# Мінін Федір Олексійович
Фе́дір Олексі́йович Мі́нін (рос. Фёдор Алексеевич Минин; бл. 1709–1765) — офіцер Російського імператорського флоту, штурман, дослідник Арктики.

## Життєпис
З 1734 року перебував у складі Об-Єнісейського загону Великої Північної експедиції під керівництвом Дмитра Овцина. Під час літніх навігацій 1734—1736 років брав участь в обстеженні Обської губи.
Після арешту Дмитра Овцина у 1738 році, обійняв посаду начальника Об-Єнісейського загону. Влітку того ж року на боті «Об-Почтальйон» обійшов східне узбережжя Єнісейської затоки та дав його опис.
В навігацію 1740 року відкрив Пясінську затоку і групу скелястих островів у Карському морі, згодом названих його ім'ям (Шхери Мініна).
Спільно з підштурманом Дмитром Стерлеговим накреслив порівняно вірну карту західного берегу півострову Таймир, не прийняту керівництвом через незгоду з тим, що Азія так далеко сягає півночі.
Після кількарічного розслідування наклепів підлеглих і скарг місцевого населення, був засуджений і у 1749 році розжалуваний у матроси терміном на два роки.

## Вшанування пам'яті
Ім'ям Федора Мініна названо затоку, бухту, гору і мис на півострові Таймир, миси на півострові Мамонта і на острові Таймир, острови в гирлі Єнісею, шхери поблизу північно-західного узбережжя півострова Таймир, протока між Оленіми островами і материком.